# Kurenai
«Kurenai» (яп. 紅 курэнай) — песня японской метал-группы X Japan. Является одной из старейших композиций группы, исполняемой с 1985 года. Существует несколько вариантов песни, один из которых был издан в качестве сингла 1 сентября 1989 года.

## Предыстория и выпуск
Впервые «Kurenai» вышла на концертных демо-записях Live и Endless Dream, выпущенных в июне 1985 года. В этом варианте песня полностью на японском языке, между тем её следующая версия, которая появилась в дебютном альбоме Vanishing Vision в апреле 1988 года, целиком на английском и начинается с гитарного вступления Хидэ. Флекси-диск, включённый в выпуск журнала Rockin’ f за июнь 1988 года, содержит «Kurenai (Original Japanese Version)», которая начинается со вступления Ёсики на пианино и, несмотря на название, исполняется в основном на английском. Вариант песни с альбома 1989 года Blue Blood начинается с оркестрового, затем гитарного вступления и исполняется в основном на японском (на английском первые слова). Через несколько месяцев был выпущен сингл, который весьма схож с вариантом с Blue Blood, но не имеет оркестрового вступления. Сторона «Б» сингла содержит концертную версию песни «20th Century Boy» британской рок-группы T. Rex, записанную 10 июня 1989 года в открытом театре «Хибия».
По словам Хидэ, «Kurenai» была для него любимой песней X до его присоединения к группе, и он оказался разочарован тем, что они не исполнили её с ним, когда он стал их гитаристом. Поэтому ему пришлось изводить других участников, чтобы сыграть песню. По мнению Ёсики, это можно объяснить слишком простой аранжировкой песни в то время. И Тоси, и Тайдзи чувствовали заметную японскую ноту в песне, причём Тайдзи подчеркнул, что каждый участник группы внёс свой вклад в тот вариант песни, который вошёл в дебютный альбом.
«Kurenai» является одной из фирменных песен X Japan, она исполняется почти на всех концертах. При этом часто сцена освещается красным светом, а в конце песни группа даёт публике исполнить последний припев.

## Видеоклипы
Первое музыкальное видео на «Kurenai» вышло на VHS Xclamation в 1987 году. В 2005 году оно было включено на DVD в бокс-сет X Japan: Complete II.
Второй видеоклип содержит в основном кадры выступления группы в январе 2010 года на крыше театра «Кодак» в Голливуде (штат Калифорния, США). Режиссёр — Нейтан Фокс.

## Коммерческий успех
Сингл занял 5-е место в чарте Oricon и пребывал в нём 39 недель. В 1989 году продажи сингла достигли 133 090 копий, он стал 74-м самым продаваемым синглом года. В 1990 году продажи составили 176 450 копий, он стал 67-м самым продаваемым синглом и получил золотую сертификацию Японской ассоциации звукозаписывающих компаний.

## Кавер-версии и наследие
Бразильская пауэр-метал-группа Shaman включила кавер-версию «Kurenai» в японское издание альбома Origins (2010). Японская группа Matenrou Opera исполнила песню для сборника Crush! −90’s V-Rock Best Hit Cover Songs- (2011), в котором представлены песни известных групп, которые повлияли на зарождение вижуал-кэя, исполненные современными вижуал-кэй-группами. Женская хеви-метал-группа Show-Ya записала собственную версию песни для кавер-альбома Glamorous Show — Japanese Legendary Rock Covers (2014), а также сняла видеоклип на неё. Актриса озвучивания Сацуми Мацуда исполнила песню для альбома THE IDOLM@STER CINDERELLA MASTER Passion jewelries! 002 (2014). Японская метал-группа Esprit D’Air выпустила кавер-версию «Kurenai» в качестве сингла в 2021 году и видеоклип к нему .
21 ноября 1993 года SME Records выпустила короткометражный фильм X² (яп. ダブルエックス дабуру эккусу) по мотивам манги X, созданной художественным коллективом Clamp. Фильм содержит иллюстрации манги на фоне песен «Silent Jealousy», «Kurenai» и «Endless Rain», а также видеоклип на песню «X», режиссёром которого выступил Сигэюки Хаяси.
«Kurenai» доступна для исполнения в серии музыкальных игр Taiko no Tatsujin начиная с Taiko no Tatsujin 8, а также в Taiko no Tatsujin Wii: Do Don to 2 Daime, Taiko no Tatsujin: Portable DX и Taiko no Tatsujin Plus.
В 2019 году японская телепередача Music Station назвала «Kurenai» «самой интенсивной» и четвёртой лучшей «песней в высокой тональности» эры Хэйсэй.

## Список композиций
| №  | Название                               | Автор(ы)   | Длительность |
| -- | -------------------------------------- | ---------- | ------------ |
| 1. | «Kurenai» (紅)                         | Ёсики      | 5:49         |
| 2. | «20th Century Boy» (концертная версия) | Марк Болан | 2:54         |